# Endodothella rickii
Endodothella rickii är en svampart som beskrevs av Theiss. & Syd. 1917. Endodothella rickii ingår i släktet Endodothella och familjen Phyllachoraceae.   Inga underarter finns listade i Catalogue of Life.